# Fridolin Schuler

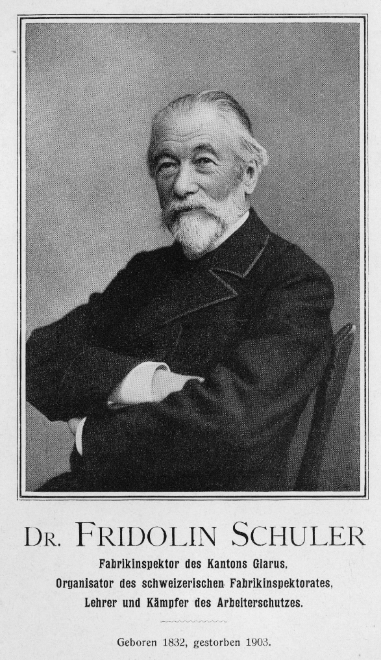
Fridolin Schuler

Fridolin Schuler (* 18. April 1832 in Bilten; † 8. Mai 1903 in Aarburg) war ein Schweizer Arzt und Fabrikinspektor.

## Leben und Wirken
Fridolin Schuler war ein Neffe des evangelischen Pfarrers und Heimatforschers Johann Melchior Schuler. Er hatte in Würzburg Medizin studiert, wo er (belegt im Wintersemester 1848/1849) an der Universität Würzburg (unter Cajetan von Textor, Carl Friedrich von Marcus und Albert von Kölliker) den mit ihm befreundeten Mediziner Carl Jakob Christian Adolf Gerhardt als Kommilitonen kennengelernt hatte und auch seinen Landsmann Jakob Laurenz Sonderegger sein Kommilitone war, und in Mollis im Kanton Glarus als praktischer Arzt gearbeitet.
1864 wurde er kantonaler Fabrikinspektor in Glarus, nachdem der Kanton in einer Volksabstimmung eine Arbeitszeitbeschränkung auf zwölf Stunden täglich eingeführt hatte. Die Aufgabe des Fabrikinspektors bestand darin, die Einhaltung des Gesetzes in den Fabriken zu überwachen. In der Folge war er massgeblich an der Ausarbeitung des schweizerischen Fabrikgesetzes beteiligt. Dieses Gesetz entstand in Reaktion auf eine Untersuchung der Arbeits- und Lebensverhältnisse der Fabrikarbeiter, die katastrophale Zustände gezeigt hatte. Das Gesetz führte einen Normalarbeitstag von elf Stunden ein, verbot Kinderarbeit und regelte die Haftpflicht der Unternehmer bei Unfällen und Berufskrankheiten.
Zusammen mit Edmund Nüsperli und Wilhelm Klein wurde Schuler 1878 vom Bundesrat zu einem der ersten drei eidgenössischen Fabrikinspektoren gewählt. Als solcher war er von 1877 bis 1902 für die Ostschweiz zuständig. Eine erste Inspektionsreise 1879 ergab, das «sehr viele» Kinder in den Fabriken waren, wobei nicht immer mit Gewissheit festzustellen war, ob sie dort arbeiteten, oder ob sie, wie behauptet wurde, sich dort nur aufhielten. Kinder waren dort immer auch Giften und Unfallrisiken ausgesetzt.
Als Arzt sorgte sich Schuler um die Gesundheit der Bevölkerung. In einem Vortrag von 1882 wies er auf die schlechte Ernährung der Arbeiterschaft hin, die er als Hauptursache für die zahlreichen Krankheiten betrachtete. Zu geringe Einkommen sowie mangelnde Zeit und Bildung verhinderten eine gesunde Ernährung. Oft war Schnaps die einzige Kalorienquelle. Schuler entwickelte die Idee eines gesunden, billigen und schnell zuzubereitenden Nahrungsmittels. In Julius Maggi fand er einen innovativen Unternehmer, der bereit war, diese Idee zu verfolgen. Bereits 1886 entwickelte das Unternehmen Maggi ein Mehl auf Erbsen- und Bohnenbasis, das sich zu Suppen verarbeiten liess.

## Schriften
- Ueber die Ernährung der Fabrikbevölkerung und ihre Mängel. Erstes Referat für die Jahresversammlung der Schweizerischen Gemeinnützigen Gesellschaft den 19. September 1882 in Glarus. Herzog, Zürich 1882.
- Die Leguminosen als Volksnahrung. Gutachten abgegeben im Auftrage der Schweiz. gemeinnützigen Gesellschaft. Zürcher & Furrer, Zürich 1885.
- Erinnerungen eines Siebenzigjährigen. Mit Schulers Porträt und dem Verzeichnis seiner Veröffentlichungen. Huber, Frauenfeld 1903.
- Ausgewählte Schriften von Fabrikinspektor Fridolin Schuler. Hrsg. von Heinrich Wegmann. Braunsche Hofbuchdruckerei, Karlsruhe 1905.